# Hugo Blick
Hugo Blick (Henley-on-Thames, 7 december 1964) is een Brits acteur, scenarioschrijver en filmregisseur, bekend van onder meer The Honourable Woman.

## Biografie
Blick studeerde aan het 'Royal Welsh College of Music & Drama'. Hij is gehuwd met Elinor Morriston, kostuumontwerpster en actrice. Het koppel heeft een eigen productiehuis, 'Eight Rooks'.

## Filmografie

### Scenarioschrijver, filmregisseur
- 1997: Operation Good Guys
- 2000: Marion and Geoff
- 2001: A Small Summer Party
- 2002: Up in Town
- 2005: Sensitive Skin
- 2008: The Last Word Monologues
- 2010: Roger & Val Have Just Got In
- 2011: The Shadow Line
- 2014: The Honourable Woman
- 2014: Sensitive Skin
- 2018: Black Earth Rising
- 2022: The English

### Acteur
- 1989: Batman
- 1989: Blackadder Goes Forth
- 1989: A Connecticut Yankee in King Arthur's Court
- 1990: Jeeves and Wooster
- 1992: Christopher Columbus: The Discovery
- 1994: Flush
- 1996: The Wind in the Willows
- 1997: Operation Good Guys
- 2005: Sensitive Skin
- 2018: Black Earth Rising